# 현계옥
현계옥(玄桂玉, 1897년 ~ ?)은 일제강점기 독립운동가이다.

## 생애
밀양에서 태어나 가난한 집안에서 성장하였다. 일찍 부모를 여의고 17세 때 대구기생조합에 들어가 기생이 되었고 타고난 미모에다 풍류가무에 뛰어났다고 한다. 대구 기생집에서 근무하던 중 손님으로 온 현정건을 만났고 현정건의 영향으로 독립운동가의 길을 가게 되었다. 대구가 고향이었던 현정건은 소설가 현진건의 사촌 형이자 일본과 중국 등에서 유학한 지식인이었고 상하이에서 독립운동을 하였다. 3·1운동 이후 독립자금을 확보하기 위해 한국에 잠시 들린 현정건을 따라 21세의 나이로 만주를 거쳐 상하이로 떠나 의열단에 가입하면서 본격적인 항일무장투쟁의 길에 들어섰다. 의열단장 김원봉으로부터 폭탄제조법과 육혈포 놓는 법을 배웠고, 만주와 상하이를 오가며 목숨을 건 비밀공작활동을 수행하였다. 외국어에 능통하여 영어뿐 아니라 일본어, 중국어까지 유창하게 해 폭탄을 운반하는 데 중요한 역할을 하였다. 1928년 시베리아로 망명하였고 모스크바로 가서 공산대학을 졸업했다. 그후 그녀의 행적은 알수없다.